# Canton de Tonneins
Le canton de Tonneins est une circonscription électorale française située dans le département de Lot-et-Garonne, en région Nouvelle-Aquitaine.

## Histoire
À la suite du redécoupage cantonal de 2014, les limites territoriales du canton sont remaniées. Le nombre de communes du canton passe de 5 à 13.

## Géographie
Ce canton est organisé autour de Tonneins dans l'arrondissement de Marmande. Son altitude varie de 21 m (Tonneins) à 195 m (Castelmoron-sur-Lot).

## Représentation

### Conseillers d'arrondissement (de 1833 à 1940)
| Période | Période      | Identité                                                       | Étiquette   | Qualité |
| ------- | ------------ | -------------------------------------------------------------- | ----------- | --- |
| 1833    | 1848         | Louis Alexandre Rosalie Silvestre (de) Ferron ainé (1783-1865) |             | Propriétaire du château de Ferron, conseiller municipal de Tonneins                                         |
|         |              |                                                                |             | |
| 1880    | 1886         | M. Dudon                                                       | Républicain | |
| 1886    | 1898         | M. Foy                                                         | Républicain | |
| 1898    | 1899 (décès) | M. Vigneau                                                     | Radical     | Maire de Lafitte                                                                                            |
|         |              |                                                                |             | |
| 1919    |              | M. Bitaubé                                                     | RG          | |
|         | 1928         | M. Laurent                                                     | Républicain | |
| 1928    | 1940         | M. Couzy                                                       | SFIO        | Maire de Clairac                                                                                            |
| 1940    |              |                                                                |             | Les conseils d'arrondissement ont été suspendus par la loi du 12 octobre 1940 et n'ont jamais été réactivés |

### Conseillers généraux de 1833 à 2015
| Période | Période                   | Identité                                                         | Étiquette     | Qualité                                                                                                 |
| ------- | ------------------------- | ---------------------------------------------------------------- | ------------- | --- |
| 1833    | 1845                      | Jean Lavigne                                                     |               | Maire de Tonneins (1830-1835)                                                                           |
| 1845    | 1860 (décès)              | Gabriel Chopin de La Bruyère                                     |               | Maire de Tonneins (1845-1848)                                                                           |
| 1860    | 1871                      | Paul-Edmond Henry Brion Chopin de La Bruyère (fils du précédent) |               | Maire de Grateloup-Saint-Gayrand (1856-1872)                                                            |
| 1871    | 1884                      | Alexandre Pomarède                                               | Républicain   | Maire de Tonneins (1870-1874, 1876-1880 et 1884)                                                        |
| 1884    | 1919                      | Jean Galup                                                       | Républicain   | Docteur en médecine Maire de Tonneins (1888-1919)                                                       |
| 1919    | 1925                      | Jean Dubourg                                                     | SFIO          | Instituteur à Saint-Gayrand                                                                             |
| 1925    | 1931                      | Henry Bresson                                                    | URD           | Maire de Tonneins de 1919 à 1929                                                                        |
| 1931    | 1941 (démission d'office) | Jean Dubourg                                                     | PRS puis SFIO | Maire de Tonneins de 1929 à 1941 Révoqué par le Gouvernement de Vichy                                   |
|         |                           |                                                                  |               | |
| 1945    | 1955                      | Rodolphe Roubet                                                  | SFIO          | Agriculteur, Président des planteurs de tabac Maire de Clairac Président du Conseil Général (1945-1949) |
| 1955    | 1967                      | Jean Boué                                                        | Rad.          | Maire de Tonneins de 1953 à 1965                                                                        |
| 1967    | 1973                      | Yves Ropars                                                      | DVD           | Médecin Maire de Tonneins de 1965 à 1977                                                                |
| 1973    | 2004                      | Jean-Pierre Ousty                                                | PS            | Architecte Maire de Tonneins de 1977 à 2001 Suppléant du député Gérard Gouzes                           |
| 2004    | 2011                      | Françoise Bize                                                   | PS            | Fonctionnaire en disponibilité Maire de Clairac (2001-2014)                                             |
| 2011    | 2015                      | Jean-Pierre Moga                                                 | DVD           | Ancien chef de laboratoire Maire de Tonneins (2001-2014)                                                |

### Conseillers départementaux à partir de 2015
| Période élective | Période élective | Mandat | Mandat           | Identité         | Nuance | Nuance | Qualité                                                               |
| ---------------- | ---------------- | ------ | ---------------- | ---------------- | ------ | ------ | --------------------------------------------------------------------- |
| 2015             | 2021             | 2015   | 2021             | Italina Lalaurie |        | DVD    | Retraitée - Maire de Castelmoron-sur-Lot (depuis 2014)                |
| 2015             | 2021             | 2015   | 2018 (démission) | Jean-Pierre Moga |        | DVD    | Retraité - Ancien maire de Tonneins Sénateur UC (depuis octobre 2017) |
| 2015             | 2021             | 2018   | 2021             | Michel Pérat     |        | DVD    | Maire de Clairac (depuis 2014)                                        |
| 2021             | 2028             | 2021   | en cours         | Vanessa Dallies  |        | DVD    | Salariée agricole, Vares                                              |
| 2021             | 2028             | 2021   | en cours         | Gilbert Dufourg  |        | DVD    | Agriculteur retraité, maire de Fauillet                               |

### Résultats détaillés

#### Élections de mars 2015
À l'issue du premier tour des élections départementales de 2015, trois binômes sont en ballottage : Italina Lalaurie et Jean-Pierre Moga (DVD, 36,08 %), Maryse Aubert et Alain Rives (FN, 33,24 %) et Claire Marot et Francis Pinasseau (PS, 24,56 %). Le taux de participation est de 55,29 % (6 989 votants sur 12 640 inscrits) contre 57,81 % au niveau départemental et 50,17 % au niveau national.
Au second tour, Italina Lalaurie et Jean-Pierre Moga (DVD) sont élus avec 40,10 % des suffrages exprimés et un taux de participation de 59,84 % (2 911 voix pour 7 559 votants et 12 632 inscrits).

#### Élections de juin 2021
Le premier tour des élections départementales de 2021 est marqué par un très faible taux de participation (33,26 % au niveau national). Dans le canton de Tonneins, ce taux de participation est de 37,61 % (4 681 votants sur 12 446 inscrits) contre 39,29 % au niveau départemental. À l'issue de ce premier tour, deux binômes sont en ballottage : Emilie Bayle et Tarik Laouani (PS, 32,15 %) et Vanessa Dallies et Gilbert Dufourg (DVD, 23,57 %).
Le second tour des élections est marqué une nouvelle fois par une abstention massive équivalente au premier tour. Les taux de participation sont de 34,36 % au niveau national, 41,08 % dans le département et 39,15 % dans le canton de Tonneins. Vanessa Dallies et Gilbert Dufourg (DVD) sont élus avec 52,82 % des suffrages exprimés (2 366 voix pour 4 872 votants et 12 445 inscrits),,. 

## Composition

### Composition avant 2015

Situation du canton de Tonneins dans l'arrondissement de Marmande avant 2015.

Avant le redécoupage de 2014, le canton de Tonneins comprenait 5 communes.
| Nom                  | Code Insee | Codepostal | Superficie (km2) | Population (dernière pop. légale) | Densité (hab./km2) |
| -------------------- | ---------- | ---------- | ---------------- | --------------------------------- | ------------------ |
| Tonneins (chef-lieu) | 47310      | 47400      | 34,78            | 8 888 (2012)                      | 256                |
| Clairac              | 47065      | 47320      | 33,78            | 2 505 (2012)                      | 74                 |
| Fauillet             | 47095      | 47400      | 14,23            | 850 (2012)                        | 60                 |
| Lafitte-sur-Lot      | 47127      | 47320      | 15,99            | 807 (2012)                        | 50                 |
| Varès                | 47316      | 47400      | 16,79            | 626 (2012)                        | 37                 |

### Composition depuis 2015
Le canton de Tonneins est désormais composé de treize communes.
| Nom                              | Code Insee | Intercommunalité                | Superficie (km2) | Population (dernière pop. légale) | Densité (hab./km2) | Modifier                                    |
| -------------------------------- | ---------- | ------------------------------- | ---------------- | --------------------------------- | ------------------ | ------------------------------------------- |
| Tonneins (bureau centralisateur) | 47310      | CA Val de Garonne Agglomération | 34,78            | 9 461 (2022)                      | 272                | modifier les données · modifier les données |
| Brugnac                          | 47042      | CC Lot et Tolzac                | 14,74            | 179 (2022)                        | 12                 | modifier les données · modifier les données |
| Castelmoron-sur-Lot              | 47054      | CC Lot et Tolzac                | 23,25            | 1 830 (2022)                      | 79                 | modifier les données · modifier les données |
| Clairac                          | 47065      | CA Val de Garonne Agglomération | 33,78            | 2 576 (2022)                      | 76                 | modifier les données · modifier les données |
| Coulx                            | 47071      | CC Lot et Tolzac                | 16,32            | 254 (2022)                        | 16                 | modifier les données · modifier les données |
| Fauillet                         | 47095      | CA Val de Garonne Agglomération | 14,23            | 857 (2022)                        | 60                 | modifier les données · modifier les données |
| Grateloup-Saint-Gayrand          | 47112      | CA Val de Garonne Agglomération | 20,67            | 470 (2022)                        | 23                 | modifier les données · modifier les données |
| Hautesvignes                     | 47118      | CC Lot et Tolzac                | 8,85             | 166 (2022)                        | 19                 | modifier les données · modifier les données |
| Labretonie                       | 47122      | CC Lot et Tolzac                | 11,80            | 169 (2022)                        | 14                 | modifier les données · modifier les données |
| Lafitte-sur-Lot                  | 47127      | CA Val de Garonne Agglomération | 15,99            | 814 (2022)                        | 51                 | modifier les données · modifier les données |
| Laparade                         | 47135      | CC Lot et Tolzac                | 16,22            | 395 (2022)                        | 24                 | modifier les données · modifier les données |
| Varès                            | 47316      | CA Val de Garonne Agglomération | 16,79            | 658 (2022)                        | 39                 | modifier les données · modifier les données |
| Verteuil-d'Agenais               | 47317      | CC Lot et Tolzac                | 22,42            | 544 (2022)                        | 24                 | modifier les données · modifier les données |
| Canton de Tonneins               | 4718       |                                 | 249,84           | 18 373 (2022)                     | 74                 | modifier les données                        |

## Démographie

### Démographie avant 2015
| 1962   | 1968   | 1975   | 1982   | 1990   | 1999   | 2006   | 2011   | 2012   |
| ------ | ------ | ------ | ------ | ------ | ------ | ------ | ------ | ------ |
| 12 402 | 12 951 | 13 471 | 13 655 | 13 852 | 13 628 | 13 906 | 13 631 | 13 676 |

### Démographie depuis 2015
En 2022, le canton comptait 18 373 habitants, en évolution de +2,45 % par rapport à 2016 (Lot-et-Garonne : −0,18 %, France hors Mayotte : +2,11 %).
| 2013   | 2018   | 2022   |
| ------ | ------ | ------ |
| 17 675 | 17 993 | 18 373 |